# 伊兰吉
伊兰吉（Ilanji），是印度泰米尔纳德邦Tirunelveli县的一个城镇。总人口9423（2001年）。

## 人口
该地2001年总人口9423人，其中男性4837人，女性4586人；0—6岁人口924人，其中男479人，女445人；识字率66.17%，其中男性为74.96%，女性为56.89%。